# Pedro Winter
Pour les articles homonymes, voir Winter.
Pedro Winter, né Pierre Winter le 21 avril 1975 à Paris, est un compositeur et producteur de musique électronique français. Plus connu sous le pseudonyme Busy P, il est l'ancien manager de Daft Punk pendant plus d'une décennie. Il est à l'origine de la découverte d'artistes tels que Justice ou Uffie. Ces derniers sont tous apparentés de près ou de loin à son label Ed Banger Records.

## Biographie
Né le 21 avril 1975 à Paris d'un père attaché culturel à l'ambassade du Canada et d'une mère responsable « relations publiques » chez RTL, il grandit sous l'influence du skate, du rock, du heavy metal et du hip-hop qu'il privilégie à ses études au lycée Voltaire. Le skateboard restera d'ailleurs un point important toute sa vie, lui permettant de multiplier les rencontres. Il redouble sa sixième, est exclu du collège, entre en pension à Issy-les-Moulineaux et passe un bac B suivi de trois mois en fac de droit. Pierre Winter découvre la musique en général et le rock en particulier grâce à son frère jardinier puis artiste Thomas Winter, qui lui fait connaitre Kraftwerk. Peu après il commence à mixer au « What's Up Bar », et organise les soirées Hype aux Folies Pigalle, puis au Fumoir de la discothèque Le Palace grâce à Cathy Guetta et David,. Là, sa façon de se vêtir interpelle : toujours avec des énormes lunettes, il alterne les couleurs les plus vives et utilise un baril de lessive comme sac à main.
Pierre Winter convie certains Dj montants de la scène parisienne à ses soirées : Grégory, Cam, Étienne de Crécy, Cassius, Dimitri from Paris ou encore Daft Punk. Il découvre ces derniers en 1995, lors d'un concert au Ministry of Sound à Londres puis les rencontre à Paris, entre autres à Radio FG où il intervient. Lors d'un déjeuner, le duo lui propose qu’il devienne leur manager et Pierre Winter accepte : refusant les collaborations prestigieuses, il gère le duo dans un « anti-star system », privilégiant un anonymat omniprésent. Il change alors son prénom pour « Pedro » donné par son frère.
Dans la vague déferlante du succès, et à la suite de sa rencontre avec l'artiste Mister Flash, Pedro Winter crée alors en 2002, Headbangers Entertainment afin de gérer les différents artistes qu'il manage : Cassius, Cosmo Vitelli, Thomas Winter et Bogue (le groupe de son frère) ou encore DJ Mehdi qu'il rencontre en 1998 à New York et qui deviendra son témoin de mariage.
Le « parrain de la scène électro française », tel que le décrit le New York Times, après avoir organisé nombre de soirées, crée le petit label Ed Banger Records, la division musique de sa société, dans laquelle il promeut quelques jeunes artistes comme Justice, SebastiAn, Uffie, Krazy Baldhead, Feadz, le premier artiste à signer sur Ed Banger : Mr. Flash et Breakbot. Il produit également deux albums de son frère. « En 2003, quand on a fondé Ed Banger, c'était la mode de la techno minimale, austère, berlinoise. Justice proposait autre chose, une musique agressive, avec une imagerie liée au heavy metal. On appelait ça du heavy metal disco » explique-t-il avec humour et recul ; le nom du label fait directement référence au « headbanging » des fans de heavy metal s'inspirant de l'émission de MTV intitulée Headbangers Balls. L'entreprise reste avant tout une « équipe » rassemblée sous des visuels communs et la direction de Pedro Winter.
Il utilise alors le pseudo de Busy P pour signer ses premières productions en tant qu'artiste : Colette c'est chouette / Bearbrickdance ou Chop Suey avec Arcade Mode.
Vers 2008, ce dernier annonce qu'il souhaite se consacrer à sa carrière en tant que Busy P ainsi qu'à son label Ed Banger Records. C'est pour cela qu'il abandonne son rôle de manager. Il mixe alors beaucoup en France mais aussi dans d'autres endroits du monde.
Il crée Headbangers Publishing, sa maison d'éditions, avec laquelle il signe ses artistes ainsi que Para One du label Institubes, Nil Hartman et bien d'autres. Il a coutume de se rendre dans les lieux les plus branchés de la capitale, comme le Paris Paris, Le social Club, le Rex club, le Showcase et collabore régulièrement avec le label Kitsuné de Gildas Loaëc..
Il fait partie des 24 artistes sélectionnés pour jouer au Stade de France, lors de la cérémonie de clôture des Jeux Paralympiques de Paris 2024 le 8 septembre 2024.

## Vie personnelle
Son père a été attaché culturel à l'ambassade de France, au Canada, chauffeur de bus au Venezuela puis kiosquier à Paris.
Divorcé de Nadège Mézou, attachée de presse de la boutique colette, il est ensuite en couple avec Justine Valletoux avec qui il a une fille prénommée Deva. C'est en hommage au célèbre concept store du 213, rue Saint-Honoré qu'il compose le titre Colette c'est chouette. Busy P est un fidèle client et un ami des créatrices du magasin, Sarah Andelman et sa mère Colette. Busy P venant d'ailleurs parfois mixer dans le magasin.

## Distinctions
- Officier de l'ordre des Arts et des Lettres

## Discographie

### Autres
- Le titre 49ers, uniquement disponible sur la compilation Ed Rec Vol. 2 du label Ed Banger Records sorti en 2007.
- Le titre Pedrophilia, mis en ligne courant 2007 sur son Myspace. Ce titre devient en fait l'instrumental de To Protect and Entertain, sur laquelle Busy P invite le rappeur californien Murs. Cependant, Busy P produit, en 2008, un nouveau titre qu'il renomme Pedrophilia et qui sort sur le EP du même nom.
- Il apparait en tant que caméo dans 2 films de Quentin Dupieux (Mr. Oizo) : le premier en tant que bruleur de pneu dans Rubber, le deuxième en tant que policier avec Michel Hazanavicius dans le film Au Poste.